# Banchus flavomaculatus
Banchus flavomaculatus là một loài tò vò trong họ Ichneumonidae.